# Михайлівка (Городоцька сільська громада)
Миха́йлівка (чеськ. Michalovka) — село в Городоцькій сільській громаді Рівненського району Рівненської області України. Населення становить 96 осіб.

## Символіка
Символи затверджені 20 грудня 2024 року рішенням Городоцької сільської ради. Автори – А. Гречило та Ю. Терлецький.

### Герб
Щит розтятий, у правому червоному полі – золота чаша, у лівому золотому – червоний полум’яний меч.
Золота чаша була символом гуситського руху й уособлює чехів-євангелистів, які були засновниками поселення. Полум’яний меч є атрибутом Архистратига Михаїла і вказує на назву села. Щит увінчано золотою сільською короною з колосків, що вказує на статус села.

### Прапор
Квадратне полотнище, що складається з двох рівновеликих вертикальних смуг – червоної від древка та жовтої з вільного краю, на червоній – жовта чаша, а на жовтій – червоний полум’яний меч.

## Історія
Село було засноване нащадками чеських побілогорських євангельських емігрантів переважно з міста Зелюв і околиць в Польщі, які у 1947 році реемігрували на історичну батьківщину.

## Населення

### Мова
Розподіл населення за рідною мовою за даними перепису 2001 року:
| Мова       | Кількість | Відсоток |
| ---------- | --------- | -------- |
| українська | 94        | 97.92%   |
| російська  | 2         | 2.08%    |
| Усього     | 96        | 100%     |